# Governo nazionale polacco (rivolta di novembre)
Il governo nazionale polacco del 1831 fu un'autorità suprema polacca durante la rivolta di novembre contro l'occupazione russa della Polonia. Fu creato per decreto del Sejm del Regno del Congresso il 29 gennaio 1831 per assumere le competenze del capo di Stato polacco dopo il precedente decreto del 25 gennaio, che aveva deposto lo zar Nicola I di Russia dal trono della Polonia.
Il governo si concentrò su argomenti collegati al combattimento contro l'Impero russo. Nel mese di agosto il governo del principe Adam Jerzy Czartoryski si dimise, dovendo affrontare la perdita del sostegno e la radicalizzazione tra gli abitanti di Varsavia; Czartoryski fu sostituito da Jan Krukowiecki. Dopo la caduta di Varsavia, il governo fu rovesciato da Bonawentura Niemojowski; dopo che l'esecutivo fu mandato in esilio, i poteri furono trasferiti al generale Maciej Rybiński.

## Presidenti
- Adam Czartoryski (30 gennaio—17 agosto 1831)
- Jan Krukowiecki (17 agosto—7 settembre 1831)
- Bonawentura Niemojowski (7 settembre—25 settembre 1831)
- Maciej Rybiński (25 settembre—9 ottobre 1831; non presidente di per sé, ma successore legale)

## Altri
- Stanisław Barzykowski
- Alojzy Biernacki
- Aleksander Bniński
- Leon Dembowski
- Kajetan Garbiński
- Antoni Gliszczyński
- Andrzej Horodyski
- Joachim Lelewel
- Franciszek Lewiński
- Gustaw Małachowski
- Teodor Morawski
- Izydor Krasiński
- Teofil Morawski
- Franciszek Morawski
- Wincenty Niemojowski
- Andrzej Plichta
- Wiktor Rembieliński
- Jan Olrych Szaniecki